# Mjimwema
Mjimwema è una circoscrizione urbana (urban ward) della Tanzania situata nel distretto urbano di Njombe, regione di Njombe. Conta una popolazione di 13 929 abitanti (censimento 2012).